# 11 Dywizja Strzelców
11 Dywizja Strzelców – związek taktyczny piechoty Armii Czerwonej okresu wojny domowej w Rosji i wojny polsko-bolszewickiej.

## Formowanie i walki
Sformowana w maju 1918 jako 4 Piotrogrodzka Dywizja Piechoty.
1 sierpnia 1920 dywizja liczyła w stanie bojowym 6666 żołnierzy z tego piechoty 5639, a kawalerii 200. Na uzbrojeniu posiadała 127 ciężkich karabinów maszynowych i 17 dział. 
W dniu 23 sierpnia 1920 roku pod Śniadowem dywizja została rozbita przez oddziały polskiej 13 Dywizji Piechoty.

## Dowódcy dywizji
- komdiw Sołoduchin[3]

## Struktura organizacyjna
Skład w sierpniu 1920:
- 31 Brygada Strzelców
  - 91 pułk strzelców
  - 92 pułk strzelców
  - 93 pułk strzelców
- 32 Brygada Strzelców
  - 94 pułk strzelców
  - 95 pułk strzelców
  - 96 pułk strzelców
- 33 Brygada Strzelców
  - 97 pułk strzelców
  - 98 pułk strzelców
  - 99 pułk strzelców